# 1116 (アルバム)
『1116』 は、2014年9月3日に発売されたTHE ポッシボーのスタジオ・アルバム。

## 解説
2012年発売の『②幸せの証』以来、およそ2年ぶりにリリースされた本作。タイトルはグループが目標としていた東京・中野サンプラザホールでの単独コンサートの開催日である11月16日にちなんで命名された。ジャケットは、「中野ジャケ」の初回限定盤と「いい色ジャケ」の通常盤とでそれぞれ異なる。

## 収録曲
1. りぼん
作詞・作曲：本上遼、編曲：本上遼・原田勝通
2. Do Me! Do!
作詞・作曲：本上遼、編曲：本上遼・原田勝通
3. Lovely! Lovely!
作詞・作曲：本上遼、編曲：本上遼・原田勝通
4. 乙女! Be Ambitious!
作詞・作曲：本上遼、編曲：本上遼・原田勝通
5. なんじゃこりゃ?!（ボーカルヌードバージョン）
作詞・作曲：本上遼、編曲：本上遼・原田勝通
6. 勇気スーパーボール!（アルバムバージョン）
作詞・作曲：本上遼、編曲：本上遼・原田勝通
7. さくら
作詞・作曲：TESSY、編曲：多田三洋
8. なんかすんごい事もできそーだぞーう!
作詞・作曲：本上遼、編曲：本上遼・原田勝通
9. 恋がダンシン!
作詞・作曲：本上遼、編曲：本上遼・原田勝通
10. 永遠ファイヤーボール
作詞・作曲：本上遼、編曲：本上遼・原田勝通
11. さぁ来い! ハピネス!
作詞・作曲：本上遼、編曲：本上遼・原田勝通
12. 全力バンザーイ! My Glory!
作詞・作曲：本上遼、編曲：本上遼・原田勝通
13. 愛しさを束ねて
作詞・作曲：本上遼、編曲：本上遼・原田勝通